# Демократска Република Сомалија
Демократска Република Сомалија је била социјалистичка држава на Рогу Африке. Републику је 1976. прогласио Сијад Баре, председник Сомалије од 1969. године. Укинута је 1991. године услед промена у совјетском блоку.

## Историја
Године 1969, у државном удару на власт је дошао генерал Сијад Баре и Врховно револуционарно веће. Веће је ускоро распустило сомалски парламент и повукло дотадашњи устав.
Нова влада је покренула кампање великих јавних радова и описмењавања неуког становништва. Уз остварену национализацију индустрије и земље, Сомалија је успоставила традиционалне везе с осталим арапским земљама и 1974. се придружила Арапској лиги.
Јула 1976. године, Врховно револуционарно веће се распустило, а на његово је место дошла Револуционарна социјалистичка партија Сомалије. Партија је свој званични марксистички програм прилагодила специфичним условима у Сомалији, тако да се њена идеологија темељила на научном социјализму и исламу. Иако је Партија подупирала ситно приватно власништво, она је у суштини била социјалистичка.
У јулу 1977. између Сомалије и Етиопије избио је Огаденски рат, у којему је Сомалија настојала анектирати регију Огаден, насељену претежито Сомалцима. У почетку су сомалске снаге побеђивале и до септембра 1977. Сомалија је контролисала 90% Огадена. Међутим, ускоро је уследила етиопска офанзива владе Дерг, подупрта совјетском логистиком и 20.000 кубанских добровољаца. До 1978. године, сомалске су снаге у потпуности отеране из Огадена. Иако је Сомалија била савезник Совјетског Савеза, након совјетске помоћи Етиопији, Баре је дбацио даљу совјетску помоћ и окренуо се новом савезнику, Сједињеним Државама. С временом је Сомалија постала земља са највишим бројем редовних војника у Африци.
Нови устав у Сомалији донесен је 1979, након чега су одржани избори за народну скупштину. Поред тога, Политбиро Сомалске револуционарне социјалистичке партије је и даље имао стварну власт над земљом. У октобру 1980. године, Партија је распуштена, а њено је место поново заузело Врховно револуционарно веће. Сомалци су се од 1980-их све више бунили против Бареове власти, а како се Хладни рат примицао крају, стратешка важност Сомалије је опадала. Влада је ускоро постала тоталитарна, а диљем земље почеле су дејствовати герилске скупине и покрети, подупирани углавном од Етиопије. С временом су ови сукоби 1991. прерасли у Сомалски грађански рат, који траје и данас.
У току распада Совјетског блока, Сијад Баре је дао оставку на месту председника, чиме је укинута и социјалистичка Демократска Република Сомалија.